# Битка на Веријерској коси
Битка на Веријерској коси био је заправо низ нападних битака и мањих операција, као део битке за Нормандију током Другог светског рата. Највећи терет борби узеле су две канадске пешадијске дивизије уз подршку канадске 2. окплопне бригаде против делова три немачке Вафен-СС дивизије. Битке су биле део британско-канадског покушаја пробоја из Кана у склопу савезничке Операција „Гудвуд“. Том операцијом је Фелдмаршал сер Бернард Монтгомери планирао „да немачке оклопне снаге ангажује у борби и да их тако среди како Немцима више не би могле да послуже као борбено језгро, и да се преко Кана с оне стране реке Оме успостави мостобран.“ Борбе су вођене између 19. и 25. јула 1944. године и њима је окончана Операција „Гудвуд“.
Веријерска коса се налази на осам километара јужно од Кана и западно од пута за Фалез. То је заправо заобљено брдо са околним узвишењима с неколико сеоских зграда на врху благе падине. Висока је 83 метра, и изузетан је стратешки положај јер од правца истока надвишава све прилазе граду Кану.
Примарни циљ Савезника био је зазимање саме Веријерске косе, појаса узвишења који су доминрали путем између Кана и Фалеза. Немачки положаји на коси били су поседнути сау у борбама прекаљеним ветеранима који су се повукли из Кана и укопали на јаким борбеним позицијама. Током шестодневних борби знатан део канадских и британских снага је у више наврата покушавао да заузме косу. Изузетно чврста немачка одбрана као и веома снжани контранапди оклопних формација, проузроквали су велике савезничке губитке зарад мале стратешке добити.
Из угла посматрања канадске 1. армије битка је остала упамћена по читавом низу тактичких и стратешких промашаја. Најупечатљивији је био напад канадског пука „Ројал Хајланд“ познатијег под називом „Црна Стража“ 25. јула. Овај напад ~ најскупље плаћен напад за канадски батаљон још од напада на Дјеп 19. августа 1942. године ~ постао је један од најспорнијих и критикованијих догађаја у историји канадских оружаних снага.

## Сукобљене снаге
2. канадски корпус под командом генерала Гаја Сајмонда састављен од две пешадијске дивизије и једне оклопне бригаде имао је централну улогу у нападу на немачке положаје код Веријера. 3. канадска пешадисјка дивизија добила је задатак да подржава напад 2. канадског корпуса и поред тога што је имала страховите губитке током претходних шест седмица борби у Нормандији. Додатне снаге које су касније биле на располагању за извођење ове операција био је британски 1. корпус који су чиниле 51. Хајленд дивизија, Гардијска оклопна бригада и британска 7. оклопна дивизија. Због тога је главни терет савезничког пао на свеже и прилично неискусне канадске трупе док су прекаљене британске трупе имале споредну улогу.

## Ситуација пред битку
И поред тога што је био главни циљ снагама Комонвелта још Дана „Д“, савезничко напредовање у унутрашњост Фрнацуске Немци су успели да зауставе испред самог Кана. Борбе на том подручју су прерасле у позиционо ратовање све до прве седмице јула. Након што је британска 2. армија под командом генерала сер Мајлса Демпсија потпуно заузела Кан 9. јула и подручја јужно и југоисточно од реке Орне 18. јула а америчка 1. армија Сен Лоа истог дана у 18:00 часова ситуација је по Немце у Нормандији била много озбиљнија него што су Савезници у то време и претпостављали.
Још од почетка операције „Оверлорд“ Немци су били принуђени да стално у борбу убацују тенковске јединице ради извођења контранапада и а да их након тога постепено извалче и замењују пешадијом како би образовали јаке ударне снаге у резерви. У једном од тих покушаја половином јула био је повучен са фронта 2. СС оклопни корпус, али је напад британске 2. армије на Евреси извршен 16. и 17. јула приморао Немце не само да хитно уведу у борбу тај корпус већ и да једну СС-оклопну јединицу поделе у практично две борбене групе. Тако је Немцима остала у резерви само 12. СС оклопна дивизија „Хитлерјугенд“ већ преморена тешким борбама код Кана.
Сваки пут када би Немци покушавали да тенковске јединице на фронту замене неком новом пешадијском дивизијом, савезнички противнпади су их приморавали да оклопне јединице поново врате на фронт. Све док је трајао константан савезнички притисак и докле год је страх од напада на Па де Кале спречавао Хитлера до дозволи довођење пешадисјких дивизија из те обаласти и источно од Сене, немачка команда је била принуђена да се брани и да пружа жесток отпор не би ли добила на времену.
Савезници су пре него што је отпочела Операција „Гудвуд“ на мостобрану прикупили 15 америчких дивизија ~ међу њима три оклопне и 15 британских и канадских дивизија ~ међу њима четири оклопне а којима се Немци могли да супротставе 27 дивизија од којих су 8 биле оклопне. Према још увек непоузданим подацима Немци су у Нормандији од 540000 у борбу убачених људи изгубили између 100000 и 160000 мртвих, рањених и заробљених - а међу њима 2360 незамењивих официра. Од 1200 тенкова им је око 30% било избачено из борбе. А тако нису смели да наставе даље борбе. Практично 116. оклопна дивизија је била уништена, а 21. оклопна дивизија сведена на свега један батаљон. Хајнрих Ебербах, команднат Оклопне групе „Запад“ је био присиљен да и 47. оклопном корпусу и 2. СС оклопном корпусу, нареди да појачају кански фронт. 12. СС оклопна дивизија „Хитлерјугенд“ била је у резерви са друге стране Сене. Немци су се борили храбро, али се већ приближавао икрај њиховој издржљивости. Генерал Ебербах се у тој фази борбе морао ослонити на мале борбене групе тенкова и пешадије које су оперисале под његовом личном контролом као „ватрене борбене снаге“. Немци су ово крило фронта сматрали одлучујућим за даљи развој битке, верујући да ће фелдмаршал Монтгомери ту извести свој главни удар.
Немци су имали слабе изгледе да доведу појачања јер су само четири њихове оклопне дивизије на западу ~ изван области Па де Кале ~ биле свеже, али још увек некомплетне и неспремне за борбу. Шест немачких дивизија у Бретањи претрпеле су тешке губитке у борбама да одрже свој фронт у Нормандији. А поред тога, у јужној Француској налазило се још 12 дивизија, од којих су због јаких активности Покрета отпора само седам или осам могло бити употребљено за заштиту обала. Југозпадни део Француске био је углавном без борбених трупа. Само је 15. армија у Па де Калеу у јачни од 19 дивизија била бројно потпуна у очекивању још једне савезничке инвазије у тој области.
2. британска армија изненадила је Немце нападом. Изгубивши 1500 војника и 200 тенкова, проширила је мостобран и оклопним је снагама продрла 10 km дуж пута за Фалез. Заузевши цели Кана јужно од Орне, Британци су сада располагали добром основицом за напад према југу. Бомбардовање из ваздуха омогућило је британској 11. оклопној и пешадијским дивизијама на боковима да прегазе немачке предње обрамбене положаје, али је застој на прелазу преко Орне успорио кретање других оклопних снага. После 11 часова борбе освојено је мало немачких положаја и упоришта. Генерал Хајнрих Ебербах је, заправо, успео да стабилизује фронт с обе стране пута за Фалез на коси између Бургебиса и Веријер. Њему, међутим, није пошло за руком да поврати изгубљена подручја, и у томе су покушају 1. СС оклопна дивизија и 21. оклопна дивизија изгубиле 109 тенкова. Поједини делови британске 2. армије успели су да заузму делове суседне Бургебишке косе и да створе солидно упориште за даље напредовање ка Веријерској коси, али нису успели да потисну немачке браниоце.
Узнемирен насталом ситуацијом, генерал-фелдмаршал Гинтер фон Клуге је затражио одобрење да у борбу убаци 12. СС оклопну дивизију Хитлерјугенд која се налазила преко Сене. Бројна пешадија је доведена на обрамбене положаје који су попут „јежа“ бранили читав низ села југоиточно од Кан.
На америчком сектору Ударна група Ц, из 29. дивизије у саставу Прве америчке армије под командом генерала Нормана Коте, напредујући се путем од Изињиа, прошла је кроз прву линију 115. пешадијске дивизије, и иако је била нападнута артиљеријском ватром противтенковских оруђа и ватром пешадије, успешно је уклонила путне препреке и пробила се у порушене улице самог средишта Сен Лоа 18. јула. У међувремену, америчке 9. и 30. пешадијска дивизија освојиле су висове западно од Сен Лоа и са друге стране реке Вире, који су били веома подесни за извођење пробоја.
У напредовању ка Сен Лоу Американци у протеклих дванаест дана изгубили 11.000 људи, и у тој је бици пешадија поднела већи терет него било у и којој бици Првог светског рата. Американци су сада имали у својим рукама порушени град и појас чврстог земљишта дуж пута према Фалезу. Генерал Омар Бредли је најзад добио јако упориште које му је било потребно да с њега Немцима зада одличујући удар и са 1. и 2. америчком армијом се пробије са мостобрана.

## Битка
У рано јутро 19. јула британска 3. дивизија је морала да настави напредовање без ваздушне подршке јер је било веома облачно. Четири пута је уз помоћ тенкова нападал кроз густе воћњаке и увек су били одбијени. Британски 8. корпус под командом генерала сер Ричарда О'Конора је тек у рано послеподне могао да настави напредовање на терену око Кањија. Ту је Оклопна гардијска дивизија мало напредовала. 11. оклопна дивизија је тек после другог напада успела да заузме неке засеоке, претрпевши том приликом тешке губитке које су им задали 88-милиметарски топови и тенкови „Тигрови“. Засеоке је бранио пешадијски батаљон 1. СС оклопне дивизије Телесна гарда Адолфа Хитлера. Немци су се ту борили до краја.
Бургебис веома снажно утврђен тенковима „Тигар“ и 88-милиметарски топови успешно је одолевао свим напорима 7. оклопне дивизије да га заузме. Тог дан је британски 8. корпус изгубио 131 тенк. На западу је 2. канадска дивизија форсирала Орну код Лувињија и продрла километар јужније, гонећи 272. дивизију и једну јединицу 2. оклопне дивизије. Трупе генерала Ебербаха заправо, дуж целог фронта бориле свим расположивим снагама. Када су биле потиснуте, оне би редовно предузимале противнападе.
Генерал сер Мајлс Демпси се морао суочити с чињеницом да, премда је проширио мостобран на Орни и доста побољшао положај на источном крилу, али није освојио толико терена нити је успео да уништи онолико немачких тенкова колико се надао. У два дана само је 8. корпус изгубио 270 тенкова. Демпси је стога одлучио да се корпус након заузимања Бургебиса повуче и спреми за идући напад. Положај тога корпуса преузела је 2. канадска дивизија, која је добила задатак да заузме Веријерску косу. Генерал сер Демпси је наредио да се и на осталим секторима учврсте положаји.
Ниски претећи облаци искључивали су сваку могућност подршке авијације. Па ипак је у 15:00 часова 6. бригада канадске дивизије, а то је била њезина прва битка након напада на Дијеп, 1942. године заједно с „Камерон хајландерима“ здесна и пуком „Саут Саскачеван“ слева, кренула у напад. Све је кренуло добро и по плану. „Камеронци“ су заузели упоришта у Сен Андре на Орни, а јединица Физлије Маунт Ројал, освојила је два сеоска газдинства. Ту је, међутим, тешка немачка ватра зауставила њихово напредовање. Несрећа се догодила у центру. Ту се развила тешка борба и „Саут Саскачеван“ су били на добром путу да изврше свој задатак кад се спустио пљусак, осујетивши сву наду у подршку из ваздуха. Њихова противтенковска оружја само што нису стигла.
Веријерску косу је држала 272. немачка дивизија заједно с једном додељеном борбеном групом 2. оклопне дивизије, која је управо пристигла са западног бока британске 2. армије. Њима је требало да пружи подршку и 1. СС оклопна дивизија. Осим тога, немачка артиљерија западно од Орне је имала изврстан преглед над читавим подручјем. Изненада су се из правца Веријера кроз маглу и кишу појавила група немачких тенкова, прегазивши батаљон пре него што су на поприште борбе стигли противтенковски топови и упркос покушајима мањих група да се Немцима одупру „пиатима“. Потпомогнути артиљеријом, тенкови су на сличан начин смрвили две чете Есекс „Шкота“. Главнина батаљона ипак се упорно бранила и некако је зауставила немачки противнапад. На крајњем десном боку Канађани су успели да заузму Сен Андре на Орни упркос снажној ватри немачке артиљерије западно од реке Оме. Британци су тог дана изгубили још 68 тенкова.
Пљусак никако није престајао и за неколико минута вода је у рововима нарасла читавих 30 центиметара. Киша је падала без престанка 48 часова, претворивши бојиште око пута у блатно море у које су војници пропадали до кољена.
Идуће јутро, 21. јула према речима учесника, „у сабласно сивом свитању“, Канађани су упешно одбили чак четири немачка напада, уз помоћ артиљерије и оних тенкова 2. оклопне бригаде који су се могли кретати у блату. Након жестоке борбе обема је странама био потребан предах. Операција „Гудвуд“ се и дословно истрошила и завршила у блату и киши.
Један је официр је у свом дневнику то овако описао: „То је био призор крајњег очаја. Никада пре нисам видио такве кратере од бомби. Дрвеће је било избачено с корењем, а путеви су непроходни. Било је тела пресечених напола, скврчених људи. Један тенк је лежао наглавце. Други је још горео, а одоздо је вирило неколико пари ногу. Из једног кратера извиривала је људска глава с раменима. Смрдело је.“

## Ситација након битке
Први део Монтгомеријевог плана био је испуњен само делимично јер су знатне немачке оклопне снаге преживеле ту операцију и преприечиле му пут ка југоистоку. Он је у тој акцији изгубио 500 тенкова и 4000 људи. Прилично је проширио свој мостобран преко Кана, али није освојио толико терена колико је предвидео. Британској и америчкој јавности није могао рећи да генерал Бредли само чека лепо време да код Сен Лоа зада одлучујући ударац који ће сломити цели немачки фронт. Многим критичарима онога времена, укључујући и Монтгомерију непријатељски расположену групу у Ајзенхауеровом Главном штабу, чинило се да је операција „Гудвуд“ завршила делимичним неуспехом.